# Stenamma atribellum
Stenamma atribellum (лат.) — вид мелких муравьёв рода Stenamma из подсемейства Myrmicinae (Formicidae). Центральная Америка: Гондурас.

## Описание
Мелкие муравьи, длина около 3 мм. Общая окраска тела (головы, груди и брюшка) чёрная. Придатки светлее (от чёрно-коричневого до оранжево-коричневого). Длина головы рабочего (HL) 0,88—0,99 мм (ширина головы, HW — 0,77—0,88 мм). Длина скапуса усиков рабочего (SL) — 0,77—0,85 мм. Головной индекс (CI=HW/HL × 100) — 87—92, Индекс скапуса (SI=SL/HW × 100.) — 94—101. Усики 12-члениковые (булава из 4 сегментов). Глаза мелкие (до 10 омматидиев в самой широкой линии) расположены в переднебоковых частях головы. Жвалы с 6 зубцами (из них 4 апикальных). Клипеус в передней части с 2—4 мелкими тупыми выступами — зубцами. Стебелёк между грудкой и брюшком состоит из двух сегментов (петиоль + постпетиоль). Встречаются в тропических облачных лесах на высотах от 1550 до 2030 м. Вид Stenamma atribellum близок к видам Stenamma alas, Stenamma callipygium, Stenamma expolitum, но отличается вытянутым передним соединением брюшка с постпетиолем стебелька, гладкой и блестящей скульптурой и зубчатым передним краем наличника. Вид был впервые описан в 2013 году американским мирмекологом Майклом Бранштеттером (Michael G. Branstetter; Department of Entomology, Калифорнийский университет в Дэвисе и Национальный музей естественной истории, Смитсоновский институт, Вашингтон, DC, США).